# オーストリア最後通牒
オーストリア最後通牒（オーストリアさいごつうちょう）は、1914年7月23日にオーストリア＝ハンガリー帝国からセルビア王国に出された最後通牒。

## 概要
1914年6月28日のサラエヴォ事件でオーストリア＝ハンガリー帝国の皇位継承者フランツ・フェルディナント大公夫妻が暗殺されたことを受け、帝国政府は7月23日にセルビア王国に対して最後通牒を通告し、以下の要求を行った。
1. 帝国政府の君主制に対する憎悪・軽蔑を扇動するすべての出版を禁止すること。
2. ナーロドナ・オドブラナ（セルビア国家主義者組織）と称する組織を解散させ宣伝その他の手段を没収し、帝国政府に対するプロパガンダを行う他の組織も同様にすること。
3. 帝国政府に対するプロパガンダを助長しているもしくは助長する恐れのある全てを（教師も教材も含めて）セルビアの公教育から遅滞なく削除すること。
4. 帝国政府に対するプロパガンダを行った罪で、帝国政府が一覧にした全ての軍関係者と政府職員を解雇すること。
5. 領土保全に反する破壊分子の運動の抑圧のために、帝国政府の一機関との協力を受け入れること。
6. セルビア領で見つけられる可能性のある、サラエヴォ事件の共犯者を法廷尋問するとともに、帝国政府の一機関をこの手続きに参加させること。
7. 帝国政府が行った予備捜査によって浮かび上がった2人の指名手配犯を直ちに逮捕すること。
8. 武器と爆発物の違法売買の流通を効果的な方法によって防ぐこと。
9. 国内国外を問わず、帝国政府に敵意を示したセルビア政府高官の陳述書を届けること。
10. 全てについて実行する手段を、遅滞なく帝国政府に知らせること。

- 少なくとも7月25日午後6時までは待つ。

セルビア側は要求を受け入れたが（ただこれには異論もある）、法廷尋問に他国の機関が関係することは主権侵害であるとして、第5項と第6項を留保した。その留保を不満としたオーストリア側は7月25日国交断絶に踏み切り、7月28日に宣戦布告し（この際の電報がセルビアによる申請で2015年にユネスコ記憶遺産に登録）、第一次世界大戦が開戦した。